# Eupithecia summissa
Eupithecia summissa är en fjärilsart som beskrevs av William Schaus 1913. Eupithecia summissa ingår i släktet Eupithecia och familjen mätare. Inga underarter finns listade i Catalogue of Life.